# Sitdjehuti
Sitdjehuti (hay Satdjehuti; "Con gái của thần Thoth") là một công chúa và là hoàng hậu vào những năm cuối cùng của Vương triều thứ 17. Bà được sắc phong 3 danh hiệu: "Vợ của Vua", "Chị em gái của Vua" và "Con gái của Vua".

## Thân thế
Sitdjehuti là con gái của pharaon Senakhtenre Ahmose và hoàng hậu Tetisheri. Vì vậy bà là chị em với pharaon Seqenenre Tao, nữ hoàng Ahhotep I và công chúa Ahmose-Inhapy. Tao đã lấy cả ba chị em gái làm vợ, phong cho Ahhotep I là Chánh cung hoàng hậu. Sitdjehuti đã có với ông một người con gái tên là Ahmose.
Trên nắp quan tài của bà có ghi là con gái của hoàng hậu Tetisheri và một cái tên khác của bà là Satibu. Sitdjehuti cũng được nhắc đến trên tấm vải liệm của con gái mình, được tìm thấy tại ngôi mộ QV47.

## An táng
Xác ướp của Sitdjehuti được phát hiện vào khoảng năm 1820, cùng với cỗ quan tài, một cái mặt nạ bằng vàng và những bộ đồ bằng vải lanh do nữ hoàng Ahmose-Nefertari cúng tế. Trên những bộ vải lanh có ghi:
"Dâng tặng bằng cả tấm lòng của người vợ thần thánh, vợ của vua và là mẹ của vua, Ahmose-Nefertari đã sống, dâng tặng Satdjehuty"
Nắp quan tài của Sitdjehuti hiện nằm ở München, Đức; còn chiếc mặt nạ được lưu giữ tại Bảo tàng Anh (mã hiệu EA 29770).